# Bulbostylis barbata
Bulbostylis barbata är en halvgräsart som först beskrevs av Christen Friis Rottbøll, och fick sitt nu gällande namn av Charles Baron Clarke. Bulbostylis barbata ingår i släktet Bulbostylis och familjen halvgräs.

## Underarter
Arten delas in i följande underarter:
- B. b. barbata
- B. b. pulchella